# Пропедевтика
Пропедевтика која има више значења у разним научним областима, по својој суштини је претходно вежбање, предшкола, знање које служи као увод и припрему за неку науку, припремна обука, припремна настава. Према другим дефиницијама она је нпр. елементарни или уводни предмет или студија, или је основни принцип и правило прелиминарног проучавања нечег уметничког или научног.

## Етимологија
Пропедевтика потиче од грч. πρó [pro], у значењу „пре”, y παιδευτικóς [paideutikós] „који се односи на образовање”, где παιδóς [paidós] значи „дете” у значењу скуп припремних знања, предвежби, предобразовања, односно упознавање основа неке науке, у медицини, уметности, ради стицања нужних предзнања за даље напредовање.
Филозофска пропедевтика је традиционални назив за наставни предмет у гимназијама који су сачињавале психологија и логика, и елементарни увод у филозофију, односно историју филозофске мисли.

## Историја
Историјски гледана овај појам је настао као пропедевтичка диплома, и уведена је као услов да се утврди да ли је ученик погодан и да ли поседује потребна основна знања, која су му неопходна да нормално похађа (без потешкоћа) студије на смеру који је изабрао.
Стицањем „пропедевтичке дипломе”, студент је званично приман на студије на изабраном факултету.

## Пропедевтика у појединим областима
Клиничка пропедевтика у медицини и стоматологији
То је медицинска дисциплина која припрема и оспособљава студенте медицине и стоматологије да науче како се утврђује болест (утврђује дијагноза болести).
Назив клиничка пропедевтика потиче од грчке речи propaidéuō - претходно учење и речи клиника која је такође грчког порекла kline — постеља, кревет.
Наставом из клиничке пропедевтике студенти медицине кроз стално учењем из књига, и непрестану сопствену активност у теоријској и практичној настави стичу потребна клиничка знања која су им неопходна за успешан рад као будућих лекара и стоматолога без обзира на то којом ће се медицинском дисциплином бавити по завршетку студија.
Пропедевтика у религији
У Римокатоличкој цркви од стране Тридентског сабора, уведен је семинар из пропедевтике, са задатком да кроз курсеве оспособи кандидата за свештенство из Филозофско теолошке области.
Пропедевтика у лингвистици
У лингвистици, пропедевтика има задатака да на једноставан и лак начин омогући студентима стицање основних знања о правилном учењу страних језика, прво есперанта, а касније уз помоћ есперанта и других сличних страних језика.